# Stratagus
Stratagus (gemaakt in 1998) is een opensource-RTS-game-engine dat gebruikt wordt om andere spellen in te bouwen. Het is geschreven in C en Lua is de taal waarin andere spellen geschreven worden. Verder wordt er gebruikgemaakt van de externe bibliotheken SDL, gzip en bzip2. Het programma is beschikbaar voor meerdere platformen, waaronder Windows, OS X, Linux en BSD.
Momenteel zijn de volgende spellen in speelbare staat in Stratagus geprogrammeerd:
- Middeleeuwse omgeving:
  - Battle for Mandicor
  - Wargus, een Warcraft II-kloon
- Futuristische omgeving:
  - Battle of Survival
- Ruimteomgeving:
  - Astroseries

Alleen Wargus and Astroseries zijn compleet.
Vanwege de geschiedenis van het Stratagus hebben alle spellen een Warcraft-II-achtige gameplay.

## Geschiedenis

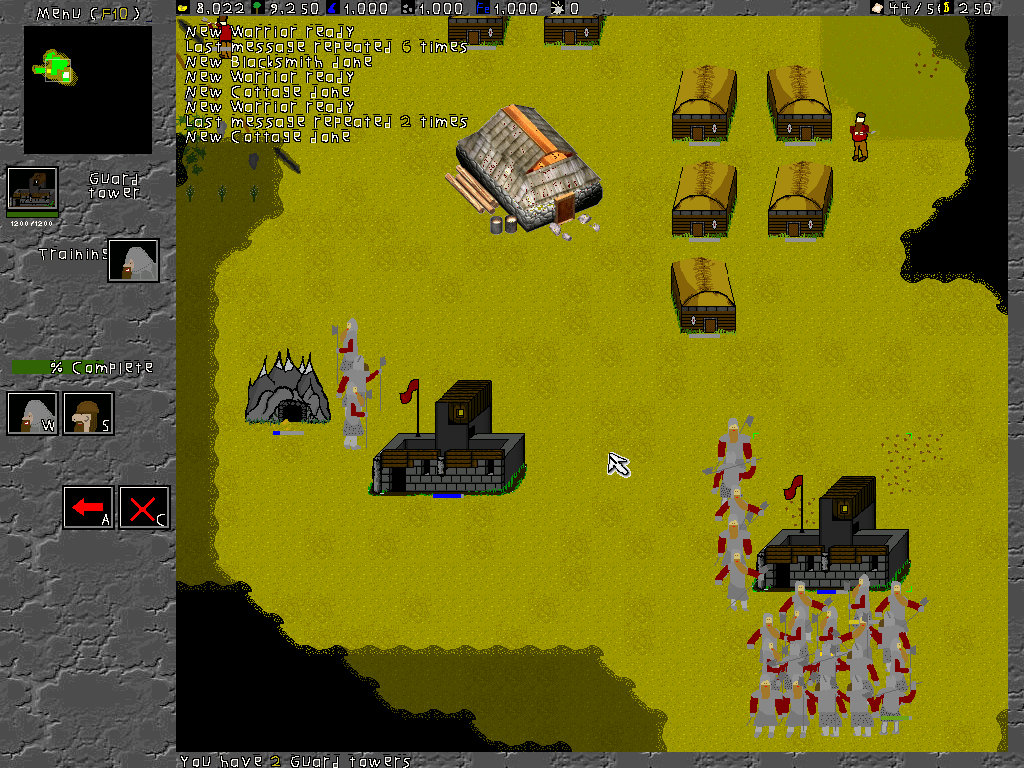
Screenshot van Battle for Mandicor

Op 15 juni 1998 bracht Lutz Sammer de eerste publieke en vrije versie van een Warcraft II clone for Linux uit, genaamd ALE Clone. In 1999 werd het project hernoemd naar Freecraft.
In juni 2003 dreigde Blizzard Entertainment met juridische stappen, zij vonden de naam Freecraft te verwarrend met de namen Starcraft en Warcraft, beiden spelen van Blizzard, en dat sommige van de ideeën in de engine te veel overeenkwamen met Warcraft II. De ontwikkelaars van Freecraft hadden ook geen zin meer in het project, en zetten het stil op 20 juni 2003.
Kort daarna hergroepeerden de ontwikkelaars zich om het werk voort te zetten onder de naam Stratagus. De doelstelling van het project veranderde, en het spel werd niet meer opgebouwd rond de oorspronkelijke gegevensbestanden van Starcraft maar er werd gepoogd om eigen, vrije, spelbestanden te gebruiken. Het project dat de gegevensbestanden van Warcraft II gebruikte werd afgesplitst in het project Wargus.